# Bergtagen
Bergtagen – debiutancki album demo szwedzkiego zespołu folk metalowego Otyg wydany w 1995 roku.

## Lista utworów
1. „Trollmånens väg” – 3:18
2. „Stentorsröster” – 2:06
3. „Galdernatten” – 2:49
4. „Skuggan på åsen” – 1:15
5. „Bergtagen” – 2:51
6. „Septembersång” – 4:19
7. „Vid skogstjärnan står” – 2:12
8. „Bäckafärden” – 3:08
9. „Otygets tid” – 3:22

## Twórcy
- Andreas Hedlund – śpiew, gitara
- Cia Hedmark – skrzypce, śpiew
- Mattias Marklund – gitara
- Daniel Fredriksson – gitara basowa, gitara akustyczna
- Samuel Norberg – drumla
- Stefan Strömberg – perkusja